# Kerem Kanter
Kerem Kanter (Bursa; 29 de abril de 1995) es un baloncestista turco que pertenece a la plantilla del BC Avtodor de la VTB United League. Con 2,08 metros de estatura, juega en la posición de ala-pívot. Es hermano del también jugador de baloncesto Enes Kanter.

## Trayectoria deportiva
Kanter creció en el sistema educativo baloncestístico de Estados Unidos, donde después de pasar por el instituto, completó el ciclo universitario americano en las universidades de Green Bay Phoenix (2014-2017) y Xavier Musketeers (2017-2018).
Tras su no elección en el draft, en agosto de 2018 ficha por el equipo francés del JL Bourg Basket.
A mitad de temporada 2018-2019, el turco se fue al BC Dzukija de Lituania, donde tuvo tiempo de ganar premios como el MVP del mes de febrero de 2019 y el galardón de máximo anotador de la liga gracias a sus 16,8 puntos por partido, estadística que acompañó con 7,3 rebotes.
El 22 de julio de 2019 se oficializa su fichaje por el Club Joventut Badalona de la Liga ACB por una temporada.
El 24 de agosto de 2021, firma por el WKS Śląsk Wrocław de la Polska Liga Koszykówki, tras jugar la temporada anterior en Grecia en las filas del Kolossos Rodou BC.

## Selección nacional
Kanter logró la medalla de oro con Turquía en el Europeo Sub-18 del año 2013 en Letonia.